# Keleberda (Tscherkassy)
Keleberda (ukrainisch und russisch Келеберда) ist ein am linken Ufer des Dnepr gelegenes Dorf in der ukrainischen Oblast Tscherkassy mit etwa 1100 Einwohnern (2001).

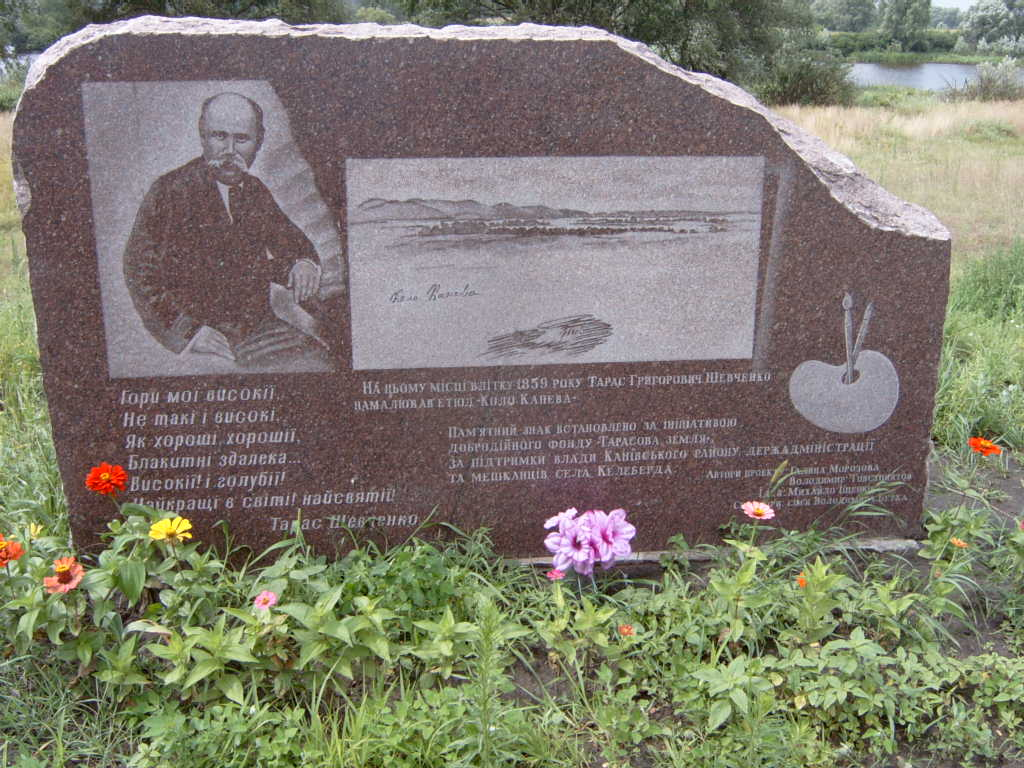
Gedenkstein für Taras Schewtschenko, der sich 1843 im Dorf aufhielt

Das im 17. Jahrhundert gegründete Dorf liegt 14 km östlich von Kaniw und 80 km nordwestlich des Oblastzentrums Tscherkassy.
Im Dorf hielt sich 1843 der, am gegenüberliegenden Dnepr-Ufer auf dem  Taras-Berg im Taras-Schewtschenko-Grabmal beerdigte, ukrainische Dichter Taras Schewtschenko auf. Zu diesem Ereignis wurde im Dorf ein Gedenkstein errichtet.
Dem Dorf vorgelagert befindet sich im Dnepr die Insel Kruhlyk (Круглик (острів)).
Am 18. April 2017 wurde das Dorf ein Teil der neugegründeten Landgemeinde Lipljawe, bis dahin bildete es die Landratsgemeinde Keleberda (Келебердянська сільська рада/Keleberdjanska silska rada) im Osten des Rajons Kaniw.
Am 17. Juli 2020 kam es im Zuge einer großen Rajonsreform zum Anschluss des Rajonsgebietes an den Rajon Tscherkassy.